# Habitatge al carrer Fusina, 13 (Vic)
L'Habitatge al carrer Fusina, 13 és una obra eclèctica de Vic (Osona) inclosa a l'Inventari del Patrimoni Arquitectònic de Catalunya.

## Descripció
Edifici civil. Casa entre mitgeres que consta de planta baixa i tres pisos, coberta en teula aràbiga a dues vessants i amb el carener paral·lel a la façana. A la planta hi ha dos portals, un de rectangular que dona pas a l'establiment comercial i el de l'escaleta que duu la data de 1886 (reixa de ferro forjat). Els pisos segueixen una gradació en les dimensions segons l'alçada a cada pis s'hi obre un balcó amb llosana de pedra, barana de ferro forjat i una finestreta al costat.
A sota el ràfec hi ha unes sanefes (greuges) i el voladís amb una cornisa. L'estat de conservació és mitjà i caldria restaurar almenys la façana.

## Història
Edifici que segurament ja existia al segle xviii i es convertí en l'actual al segle xix com indica la dada constructiva del mateix edifici.
Es troba a l'eixample Morató que el 1734 creà la Plaça dels Màrtirs com a centre del reticulat entre el carrer Manlleu i els Caputxins i entre el carrer Nou i el Passeig. El carrer Fustina seria un dels carrers intermedis d'aquest entramat com el Trinquet, Sant Antoni, Sant Sebastià...